# Scorpio fuliginosus
Espèce
Synonymes
- Heterometrus fuliginosus Pallary, 1928
- Scorpio maurus fuliginosus (Pallary, 1928)

Scorpio fuliginosus est une espèce de scorpions de la famille des Scorpionidae.

## Distribution
Cette espèce est endémique du Maroc. Elle se rencontre dans le Haut Atlas.

## Description
Le tronc du mâle holotype mesure 30 mm et la queue 33 mm.

## Systématique et taxinomie
Cette espèce a été décrite sous le protonyme Heterometrus fuliginosus par Birula en 1910. Elle est considérée comme une sous-espèce de Scorpio maurus par Vachon en 1950. Elle est élevée au rang d'espèce par Lourenço en 2009.

## Publication originale
- Pallary, 1928 : « Description de quatre Scorpions nouveaux de la Berberie. » Bulletin du Muséum National d’Histoire Naturelle, Paris, vol. 34, p. 346-351 (texte intégral).